# (32771) 1985 RK3
1985 RK3 (asteroide 32771) é um asteroide da cintura principal. Possui uma excentricidade de 0.24297780 e uma inclinação de 10.53731º.
Este asteroide foi descoberto no dia 6 de setembro de 1985 por Henri Debehogne em La Silla.